# 30 Rock: A One-Time Special
"A One-Time Special" é um episódio especial da série de televisão de comédia de situação norte-americana 30 Rock, transmitido originalmente nos Estados Unidos na noite de 16 de Julho de 2020 através da rede de televisão National Broadcasting Company (NBC), marcando assim a primeira emissão de um episódio inédito do seriado desde 31 de Janeiro de 2013, data na qual foi transmitido o episódio final da série na NBC. O argumento de "A One-Time Special" foi escrito por Tina Fey e Robert Carlock. Fey é a criadora de 30 Rock e assumiu as funções de produtora executiva e showrunner juntamente com Carlock. A realização do episódio ficou sob a responsabilidade de Oz Rodriguez e Ryan Sage, com este único realizando apenas os segmentos.
A produção do episódio foi motivada pelo lançamento de Peacock, plataforma de streaming que estava a ser lançada pela NBC naquele momento. A emissora decidiu produzir um episódio especial de n30 Rock para que pudesse incluir esforços promocionais à plataforma nele, além de para apresentar a sua programação para a temporada televisiva norte-americana de 2020-21. "A One-Time Special" reuniu grande parte do elenco original da série, incluindo Fey, Alec Baldwin, Tracy Morgan, Jane Krakowski e Jack McBrayer. Diversas personalidades que na altura integravam o elenco de um programa ou série produzida pela NBC também fizeram participações, inclusive Kandi Burruss, Sofía Vergara e Andy Cohen, todos eles desempenhando versões fictícias de si mesmos.
O enredo do episódio gira em torno da ideia de Kenneth Parcell (interpretado por McBrayer), antigo estagiário da NBC que é agora o presidente da emissora, pedir para que o elenco do TGS with Tracy Jordan (TGS) se reunisse para produzir uma transmissão especial do programa na plataforma Peacock. No entanto, com o passar do episódio, ficou claro que essa foi apenas uma desculpa usada por Kenneth para ter a oportunidade de confrontar as personagens sobre a sua falta de comunicação com ele desde o cancelamento do TGS. O especial incluiu várias referências à realidade atual, como a transição para o streaming e as mudanças na indústria do entretenimento devido à pandemia de COVID-19. Além disso, Ao longo do episódio, são feitas promoções para várias propriedades da NBC Universal, incluindo Universal Destinations & Experiences, Telemundo, NBC News, a cobertura reprogramada dos Jogos Olímpicos de Verão de 2020, bem como novos programas futuros para a temporada televisiva de 2020-21.
Em geral, as opiniões recebidas pelos críticos especialistas em televisão do horário nobre não foram positivas, com a maior parte dos repreendimentos sendo dirigidos ao foco excessivo nas promoções corporativas. No serviço Rotten Tomatoes, "A One-Time Special" tem 31 por cento de aprovação com base em treze avaliações, com uma avaliação média de 7,33 de um máximo de 10, enquanto no Metacritic, a pontuação média ponderada foi de 49 de um máximo de 100, também baseada em treze avaliações. Um grande número de grupos afiliados da NBC recusou-se a transmitir "A One-Time Special" devido ao motivo da emissora-mãe promover o serviço Peacock no episódio, ficando estes com receio de este novo serviço incitar os telespectadores a não assistirem mais aos seus canais. De acordo com as estatísticas publicadas pelo serviço de mediação de audiências Nielsen Ratings, o episódio foi assistido em uma média de 878 mil agregados familiares ao longo da sua transmissão original norte-americana em 60 por cento das afiliadas da NBC, e foi-lhe atribuída a classificação de 0,2 no perfil demográfico dos telespectadores entre os 18 aos 49 anos de idade.

## Produção e desenvolvimento

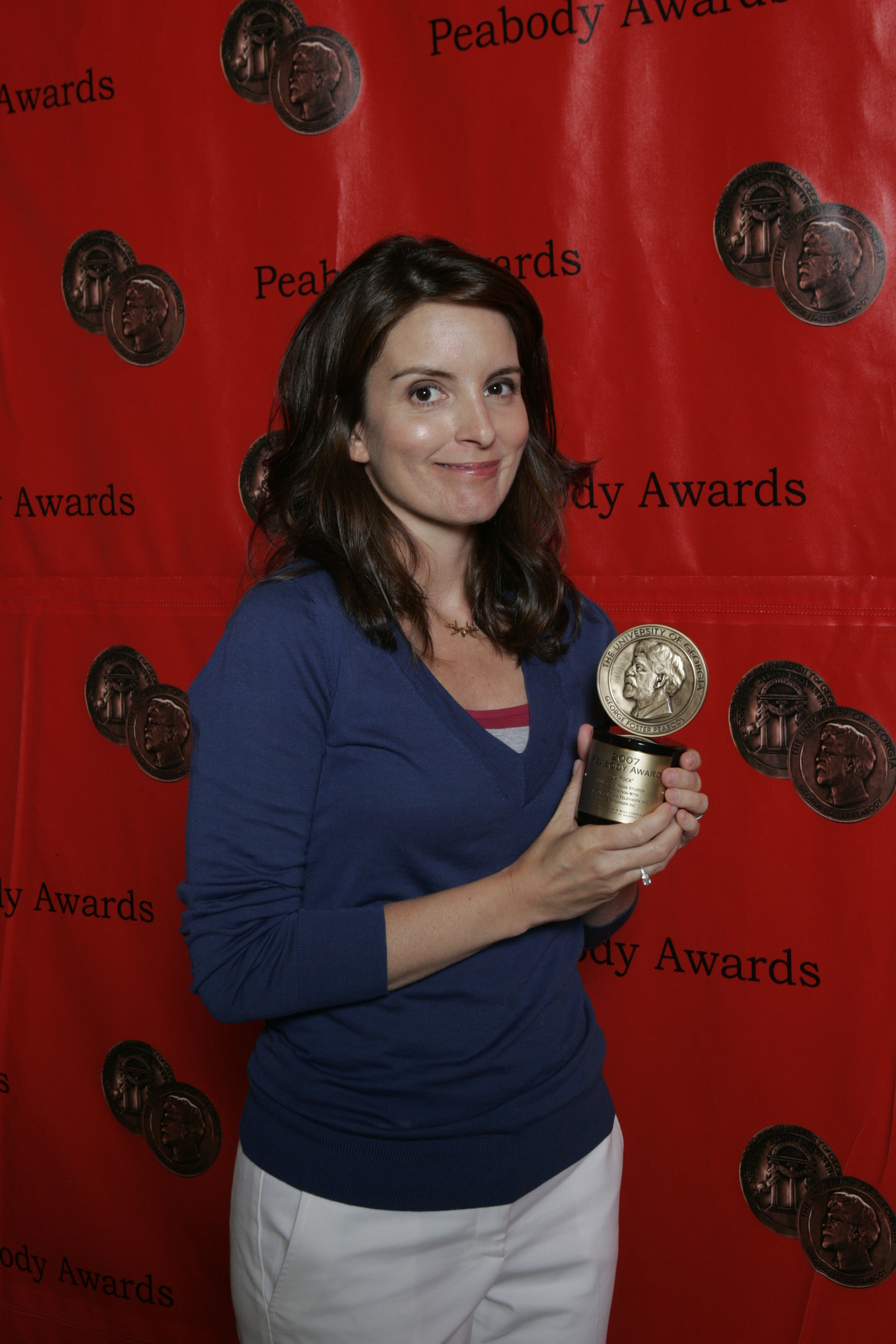
Tina Fey — criadora, produtora executiva, argumentista-chefe, co-showrunner e estrela de 30 Rock — co-escreveu o guião de "A One-Time Special".

"Hogcock!" e "Last Lunch" foram transmitidos consecutivamente pela NBC na noite de 31 de Janeiro de 2013 como o episódio final de 30 Rock. Tina Fey — criadora, produtora executiva, showrunner, argumentista-chefe e estrela principal de 30 Rock — renovou o seu contrato com a rede de televisão e criou Unbreakable Kimmy Schmidt, uma comédia de situação produzida pela NBC e co-estrelada por Jane Krakowski que contém várias referências a 30 Rock.
Desde a conclusão de 30 Rock, vários rumores e especulações em torno de uma possível reunião rondaram a internet. Houve planos de se produzir um seriado baseado na vida da personagem Jack Donaghy em 30 Rock e a sua carreira política como o presidente da câmara municipal da Cidade de Nova Iorque após o término do seriado. No entanto, os planos foram abandonados. Não obstante, a 16 de Junho de 2020, a NBC anunciou que um episódio inédito de 30 Rock seria transmitido no mês seguinte como parte dos esforços de divulgação e promoção de Peacock, o novo serviço de streaming da NBC. Antes deste anúncio, a NBC havia removido 30 Rock das plataformas de streaming Hulu e Netflix. Esta notícia foi acompanhada pela remoção de quatro episódios de 30 Rock — "Believe in the Stars", "Christmas Attack Zone", "Live Show" e a transmissão da Costa Oeste de "Live from Studio 6H" — de todas as plataformas de streaming e de transmissão em redifusão que tinham os direitos de transmissão do seriado devido a "conteúdo que incluía ou descrevia cenas que apresentam personagens em blackface." Esta ação foi motivada pelos protestos antirracistas nos Estados Unidos iniciados após o assassinato de George Floyd em Maio de 2020.
"Na NBCUniversal, estámos entusiasmados por produzir uma [forma de] divulgação que reflete uma nova realidade e celebra a nossa relação com os telespectadores e anunciantes. Historicamente, este evento é sobre o futuro da programação, este ano, é sobre o futuro da nossa indústria — um futuro no qual poderemos encontrar [o] público onde quer que estejam, com as histórias que os comovem. Tal como diz o antigo ditado, '... quando a vida dá-nos Lemon, faça ela apresentar a Upfront!"
— Linda Yaccarino, presidente da divisão de propaganda e parcerias da NBC Universal, a expressar os seus sentimentos pelo episódio.
Tal como 30 Rock, o episódio foi também produzido pelas empresas Broadway Video e Little Stranger, Inc. em associação com a Universal Television e a divisão Creative Partnerships da NBCUniversal. O argumento foi escrito por Fey e Carlock, marcando assim a trigésima vez de Fey e a 27.ª de Carlock a escreverem um guião para o seriado. Além de argumentista, Carlock foi produtor executivo e co-showrunner de 30 ROck. A realização de "A One-Time Special" ficou a cargo de Oz Rodriguez e Ryan Sage, com este último tratando apenas da realização dos segmentos. Rodriguez é um antiga membro da equipa de realizadores do Saturday Night Live (SNL), um programa de televisão humorístico norte-americano transmitido pela NBC no qual Fey foi argumentista-chefe entre 1999 e 2006. 30 Rock é muitas vezes visto como um reflexo cómico do SNL, e Liz Lemon como uma versão ficcionada de Fey, encarnando as dificuldades de liderar um programa cómico num ambiente dominado por homens, tal como o seu papel na vida real no SNL. Vários antigos integrantes do elenco do SNL já desempenharam papéis importantes ou fizeram participações especiais em 30 Rock, inclusive Tracy Morgan e a própria Fey, que foi a primeira apresentadora feminina do segmento Weekend Update, e ainda Jimmy Fallon, Andy Samberg e Kenan Thompson, que participaram de "A One-Time Special" interpretando versões fictícias de si mesmos. Alec Baldwin, apesar de nunca ter sido membro do elenco do SNL, detém o recorde de ser o anfitrião do programa por mais vezes, com dezassete vezes.
Este episódio especial viu todo o elenco principal e regular a repetir os seus respetivos desempenhos. O ator Jack McBrayer, intérprete do antigo estagiário Kenneth Parcell, deu vida ainda a Vivica, governanta da mansão de Kenneth. O comediante Erik Gurian fez uma participação como um homem que interage com Liz no início do episódio, enquanto a voz de James Marsden, intérprete de Criss Chros, pode ser ouvida numa cena. Além de Fallon, Thompson e Samberg, diversas estrelas convidadas participaram do episódio a interpretar versões fictícias de si próprios, inclusive Mary Steenburgen, que já fez participações em 30 Rock a interpretar Diana Jessup, mãe de Avery Jessup e ex-sogra de Jack. As demais estrelas convidadas foram, por ordem alfabética de apelido:
- Lauren Ash
- Stephanie Beatriz
- Kandi Burruss
- Todd Chrisley
- Kelly Clarkson
- Andy Cohen
- Terry Crews
- Ted Danson
- Kate del Castillo
- Jimmy Fallon
- Nick Gehlfuss
- Lauren Graham
- Mariska Hargitay
- Derek Hough
- Justin Hartley
- Don Johnson
- Dwayne Johnson
- Khloé Kardashian
- Heidi Klum
- Hoda Kotb
- John Legend
- Jane Levy
- Mario Lopez
- Jane Lynch
- Howie Mandel
- Miranda Rae Mayo
- Christopher Meloni
- Chrissy Metz
- The Miz
- Mandy Moore
- Al Roker
- Andy Samberg
- Blake Shelton
- Marina Squerciati
- Mary Steenburgen
- Gwen Stefani
- Kenan Thompson
- Mike Tirico
- Milo Ventimiglia
- Sofía Vergara

## Enredo
O episódio começa com Liz Lemon (Tina Fey) a confrontar um homem (Eric Gurian) que anda na rua sem máscara durante a pandemia de COVID-19. Ao regressar ao seu apartamento, recebe uma chama de vídeo via FaceTime do seu antigo patrão Jack Donaghy (Alec Baldwin) que, agora reformado, passa os seus dias descansando na sua casa de campo. Jack informa que o atual presidente da NBC Universal, o antigo estagiário Kenneth Parcell (Jack McBrayer), quer que Jack supervisione uma reunião do TGS with Tracy Jordan como forma de promover a nova propriedade da NBCUniversal, Peacock. De princípio, Liz fica relutante sobre a produção de mais um episódio do TGS, uma vez que jánão trabalha mais com televisão e não deseja reestabelecer comunicação com os seus antigos colegas argumentistas nem com os atores. Porém, sente-se pressionada pela sua filha adolescente (Alice Richmond) e por Jack, que acha que seria bom para a equipa "de outra forma desempregada" conseguir trabalhar novamente, pelo bem da economia. Então, ela concorda e decide contactar os antigos membros da sua equipa. Ela entra primeiro em contacto com Frank Rossitano (Judah Friedlander), J. D. Luutz (John Lutz) e James "Toofer" Spurlock (Keith Powell), que já não quer ser mais chamado pela alcunha que acha degradante. De seguida, aborda o produtor Pete Hornberger (Scott Adsit), que se tornou um artista de música rock de meia-idade e, mais logo, Johnathan (Maulik Pancholy), o antigo assistente de Jack que agora produz filmes de terror.
O próximo passo para Liz é o mais temido por si, entrar em contacto com as estrelas do TGS: Tracy Jordan (Tracy Morgan) e Jenna Maroney (Jane Krakowski). Tracy agora vive no Canadá, tem enormes aquários na sua residência, e já não atua mais. Ao invés dizzo, apenas lê o dicionário em frente a um ecrã verde e vende as imagens a produtoras de televisão para que juntem as imagens e formem um vídeo. Por sua vez, Jenna foi "cancelada" depois de alegadamente defecar na garrafa térmica de Mandy Moore. Como resultado, Liz tenta abordar outras estrelas da NBCUniversal para substituírem Jenna, mas Jenna interrompe abruptamente uma teleconferência entre Liz e Khloe Kardashian, convencendo Liz a lhe escalar.
Então, Liz reúne todo o pessoal e, juntos, todos ligam a Kenneth, que agora vive numa mansão na qual trabalha a sua governanta Vivica (McBrayer), para apresentarem os seus planos para a transmissão especial do TGS. Kenneth rejeita as sugestões e revela que, na verdade, tudo aquilo um estratagema elaborado por si para os confrontar sobre o motivo de ignorarem as suas várias tentativas de se reunir virtualmente via Zoom. Kenneth fica irado com eles, pois considerava-os amigos, e junta-se aos seus novos amigos da NBCUniversal, que são celebridades como Dwayne Johnson e Al Roker. No dia seguinte, ele joga charadas com mais pessoas da NBCUniversal, incluindo Ted Danson e Andy Cohen, mas fica descontente com a forma como todod se riem de todas as suas falas absurdas e nunca conseguem dizer-lhe o que realmente sentem.
Depois de ser rejeitado, Jack revela a Liz que está entediado com a sua reforma e quer desesperadamente voltar à indústria da televisão. Então, desejando um momento privado com Kenneth para que possam expressar os seus sentimentos, Liz, Jack, Jenna e Tracy juntam-se para interromperem abruptamente um discurso que Kenneth ia fazer durante o anúncio da programação da NBC para a temporada televisiva de 2020-21. Kenneth reúne-os numa sala privada online e percebe, durante o confronto sobre a sua proeza, que está cansado de estar rodeado de "pessoas sim" e que sente falta de que as pessoas sejam honestas consigo. Tracy e Jenna oferecem-se para liderar a apresentação enquanto Kenneth mostra a Liz e Jack os anúncios dos programas futuros, aos quais reagem com positividade.

## Transmissão e repercussão
Nos Estados Unidos, o episódio foi transmitido na noite de 16 de Julho de 2020, uma quinta-feira, através da NBC. No dia seguinte, foi transmitido mais uma vez nos canais de televisão USA Network, Bravo!, E!, Oxygen, SYFY, e CNBC — todos propriedade da NBCUniversal — além de ter sido adicionado à plataforma de streaming Peacock. Embora emitido sem intervalos comerciais, foi frequentemente interrompido por sequências de marketing indirecto de programas transmitidos nos canais acima mencionados ao longo da temporada televisiva norte-americana de 2020-21, servindo assim como um substituto para uma apresentação upfront física devido às limitações causadas pela pandemia de COVID-19. Todavia, um grande número de grupos afiliados da NBC — incluindo Tegna, Hearst Television, Sinclair Broadcast Group, Nexstar Media Group, e Gray Television — recusou-se a transmitir "A One-Time Special" devido ao motivo da emissora-mãe de promover o serviço Peacock, ficando assim com receio deste novo serviço incitar os telespectadores a não assistirem mais aos seus canais. Embora as afiliadas acima, que alcançam cerca de metade da população dos Estados Unidos, não tenham transmitido o episódio, algumas emitiram-no em um horário tardio, entre as duas e as cinco horas da manhã.
De acordo com as estatísticas publicadas pelo serviço de mediação de audiências Nielsen Ratings, avaliações preliminares indicavam que o episódio havia sido visto por uma média de 2,49 milhões de domicílios e recebido a classificação de 0,4 no perfil demográficos dos telespectadores entre os dezoito aos 49 anos de idade, o que significa que foi visto por 0,4 por cento de todas as pessoas dos dezoito aos 49 anos de idade do país, mostrando uma média de 0,4 e 2,8 milhões de telespectadores ao longo dos primeiros trinta minutos, e 0,3 e 2,1 milhões de telespectadores na segunda. Contudo, as avaliações finais revisadas revelaram que o episódio foi na verdade assistido em uma média de 878 mil agregados familiares ao longo da sua transmissão original norte-americana em sessenta por cento das afiliadas da NBC, e foi-lhe atribuída a classificação de 0,2 no perfil demográfico dos telespectadores entre os dezoito aos 49 anos de idade. Assim, dentre todos os programas de televisão transmitidos através das três maiores redes de televisão dos EUA, registou o segundo número mais baixo de telespectadores daquela noite, perdendo o primeiro lugar para uma repetição da série Superstore, emitida logo após este episódio também pela NBC.

### Análises da crítica
"A One Time Special" foi altamente criticado por ter fugido à essência de 30 Rock. A NBC foi igualmente criticada por ter usado o seriado apenas para promover o serviço Peacock. Todavia, o episódio foi elogiado por ter cumprido a tarefa de promover a plataforma de streaming e ainda por permitir o retorno do humor típico da série. Jack McBrayer foi considerado o ponto alto da noite pelo desempenho da nova personagem feminina Vivica, "uma das partes consistentemente engraçadas" do episódio. No Rotten Tomatoes, um wesbite norte-americano agregador de análises de programas de televisão e filmes, o episódio recebeu a percentagem de 31, com base em treze críticas profissionais.
Para Inkoo Kang, para o portal norte-americano The Hollywood Reporter, o episódio "pareceu uma versão morta-viva do seriado feita para preencher tempo por entre a publicidade para o conteúdo da NBCUniversal. ... nenhuma quantidade de quebra da quarta-parede ou estrelas convidadas poderia disfarçar o facto de isto ter essencialmente sido uma apresentação Powerpoint enfeitada para uma conglomerada global de entretenimento." Ben Travers, para o portal Indie Wire, considerou este episódio, contrariamente aos 138 anteriores de 30 Rock, "primeiro uma propaganda e segundo uma peça de arte..."